# Derek Mio
Derek Mio est un acteur américain né en 1982. Il a assisté à USC School of Cinematic Arts. Il est un Américain de quatrième génération japonaise. 

## Carrière
Mio est connu pour son personnage récurrent de Wade Matthews dans la série Greek. Il a eu un rôle dans la série de NBC, Day One, qui a été programmée comme un remplacement de mi-saison en 2010. Un de ses premiers rôles a été le rôle principal dans la spéciale de PBS, la Journée de l'Indépendance. Il a également eu un rôle principal dans le film indépendant Purity, dirigé par NaRhee Ahn.

## Filmographie
- 2006 : La Guerre à la maison (The War at Home) (série TV) : Henry (saison 2, épisode 5)
- 2007 - 2011 : Greek (série TV) : Wade Matthews
- 2010 : Day One (série TV) : Johnny Nozawa
- 2014 : G.B.F. de Darren Stein (en) : Glenn Cho
- 2019 : The Terror (série TV) : Chester Nakayama